# 庙岛蝮
庙岛蝮（学名：Gloydius lijianlii），一种分布于中国山东半岛北部沿岸岛屿的毒蛇，隶属于蝰科亚洲蝮属。种加词源自大连蛇岛自然保护区研究人员李建立的名字，以表彰其对蛇类研究的贡献。

## 形态特征
正模雄性，采集自山东省烟台市大黑山岛，全长687毫米。头背呈暗褐色，枕背有一对较宽的深色折纹，眼后斜向口角有1条黑色粗纵纹（眉纹），眉纹下缘略呈波状，镶有1条明显的白色细纹。身体背部灰褐色，两侧各有一行深色大圆斑；腹面颜色较浅，密布灰色斑点。

## 保护
本种于2023年被收录入《有重要生态、科学、社会价值的陆生野生动物名录》。